# 佐伯富
佐伯 富（さえき とみ、1910年11月6日 - 2006年7月5日）は、日本の東洋史学者。専門は、宋代より清代に至る中国近世史。学位は、文学博士。京都大学名誉教授。

## 経歴
出生から修学期
1910年、香川県三豊郡萩原村（現：観音寺市大野原町）で生まれた。旧制香川県立三豊中学校を経て、旧制第六高等学校に入学。第六高等学校で、生涯にわたって薫陶を受ける宮崎市定と出会った。1931年、京都帝国大学文学部に入学、東洋史を専攻する。六高から転任していた宮崎の指導を再び受けることになった。1935年、京都帝国大学文学部史学科を卒業し、同大学大学院に進学。同時に、東方文化学院京都研究所研究嘱託となった。
東洋史研究者として
1940年、京都帝国大学人文科学研究所助手に採用。1942年、山口高等商業学校（現・山口大学）教授となった。戦後の1949年、京都大学文学部助教授に就任。1956年、学位論文『清代塩政の研究』を京都大学に提出して文学博士号を取得。1957年、文学部東洋史学第三講座教授に昇格、主に中国近世史を担当した。1968年からは人文科学研究所教授も兼任した。1974年、京都大学を退任し、名誉教授となった。在任中には、フランス、西ドイツ、英国、米国での調査活動のほか、海外の東洋学者との学術交流にも努めた。
退任後は、1年間台湾大学に客員教授として招聘。その後は、1979年から1981年まで大谷大学文学部特任教授を務めた。その後も非常勤講師として大谷大学、また皇學館大學、京都女子大学で教鞭をとった。
2006年、老衰のため死去。
職歴
- 1940年 - 京都帝国大学人文科学研究所助手
- 1942年 - 山口高等商業学校（現・山口大学）教授
- 1949年 - 京都大学文学部助教授
- 1957年 - 京都大学文学部教授
- 1968年 - 京都大学人文科学研究所教授（兼務）
- 1970年 - 史学研究所理事長
- 1974年 - 京都大学名誉教授
- 1979年 - 大谷大学文学部教授

## 栄典
- 1983年：勲三等旭日中綬章を受章。
- 1989年：日本学士院賞・恩賜賞。『中国塩政史の研究』の功績に対して。[2][3]。なお、授与された日本学士院恩賜賞のメダルと記念品[4]は母校の香川県立観音寺第一高等学校に寄贈された。

## 研究内容・業績
専門は、東洋史のうち社会経済史。宋代から清代にいたる近世史において、中国経済や財政について研究を行った。とりわけ宋代の茶の専売制度、清代の塩の専売制度の研究では、統制物資を扱う政府と結びついた業者・商人の動向や政府の統制をかいくぐる違法な闇商人の暗躍、秘密結社の存在に着目して考察をしている。史料には残りにくい歴史の暗部にも迫っており、中国史全般に大きな影響を与えた同郷的結合を基とした徽州商人や山西商人に解明に手がかりを求めた。
主著は『清代塩政の研究』、『中国史研究』（第1〜第3）、『王安石』である。数多くの論文があり、加えて、概説書や研究の手引きとなる工具書の刊行数は20数種類にのぼっている。

## 著作
編著書
- 『吏学指南索引』（1941年）
- 『宋代茶法研究資料』（1941年）
- 『王安石』(支那歴史地理叢書 11)（1941年）
  - 改訂版 中公文庫、1990年）
- 『宋代の坐倉』（1948年）
- 『明律国字解索引』（1949年）
- 『福恵全書語彙解』（1952年）
- 『唐律疏議釈文索引』（1955年）
- 『清代塩政の研究』(東洋史研究叢刊 2)（1956年）
- 『職源撮要索引』(東洋史研究資料叢刊 2)（1956年）
- 『蘇東坡全集索引』（1958年）
- 『宋名臣言行録輯釈索引』（1959年）
- 『中国随筆雑著索引』(東洋史研究叢刊 7)（1960年）
- 『資治通鑑索引』(東洋史研究資料叢刊 3)（1961年）
- 『宋と元』(世界の歴史 6)（1961年）
  - 文庫化：宮崎市定共著、新版 中公文庫、1975年
- 『宋史職官志索引』(東洋史研究叢刊 11)（1963年）
- 『宋の新文化』(東洋の歴史 6) 責任編集・共著、（1967年）
  - 改訂版「中国文明の歴史6」 中公文庫、2000年
- 『中国史研究　第1・2・3』(東洋史研究叢刊 21(3分冊))（1969年-1977年）
- 『宋代文集索引』(東洋史研究叢刊 24)（1970年）
- 『古今類書纂要 附索引』（1972年）
- 『雅俗漢語訳解』（1976年）
- 『宋史刑法志索引』（1977年）
- 『宋史兵志索引』(檢索叢刊 甲種1)（1978年）
- 『宋史河渠志索引』（1979年）
- 『宋史選挙志索引』(東洋史研究資料叢刊)（1982年）
- 『中国塩政史の研究』（1987年）
- 『事物異名録索引』（1995年）
- 『類説索引』（2004年）

## 資料
- 夫馬進2006「<訃報> 佐伯富教授の訃」『東洋史研究』65-2, 東洋史研究会, 349頁doi.
- 竺沙雅章2006「<訃報>本会元理事長 佐伯富先生を偲ぶ」『史林』89-5, 史学研究会, 779-780頁doi.